# Села при Врчицах
Села при Врчицах (словен. Sela pri Vrčicah) је насељено место у општини Семич, регија Југоисточна Словенија, Словенија.

## Историја
До територијалне реорганизације у Словенији била су у саставу старе општине Чрномељ.

## Становништво
У попису становништва из 2011. године, Села при Врчицах је имала 16 становника.
| Број становника према пописима | Број становника према пописима | Број становника према пописима |
| ------------------------------ | ------------------------------ | ------------------------------ |
| 1991                           | 2002                           | 2011                           |
| 16                             | 14                             | 16                             |